# St. Johannis (Hirschlach)
St. Johannis ist eine Kirche in Hirschlach (Hs.-Nr. 29), einem Gemeindeteil der Stadt Merkendorf im Fränkischen Seenland, Mittelfranken. Sie ist nach Johannes dem Täufer benannt. Die Kirchengemeinde gehört zum Dekanat Gunzenhausen im Kirchenkreis Ansbach-Würzburg der  Evangelisch-Lutherischen Kirche in Bayern.

## Geschichte
Der Grundstein wurde 1447 gelegt. Eine Urkunde um 1400 lässt darauf schließen, dass es eine Burgkapelle der Herren von Hirschlach gegeben hatte. Das Chorgewölbe stammt aus dem Jahr 1447 und das Langhaus entstand 1730. Im Jahre 1545 nahm Hirschlach den protestantischen Glauben an und wechselte kirchengemeindlich vom katholischen Ornbau ins evangelische Merkendorf. Seit 1556 gehört die Kirchengemeinde Hirschlach zum Dekanat Gunzenhausen.

## Innenausstattung
Nach der Reformation wurde aus den damaligen drei Altären ein Hauptaltar. In dieser Zeit wurde ein Predigtstuhl und eine Orgel eingebaut. Mit der Renovierung, die im Jahr 1889 erfolgte, erhielt die Kirche Kanzel, Empore und Altaraufsatz im Stil der Neugotik und Bänke anstelle von Stühlen. 1825 wurde die Holzdecke durch eine Stuckdecke ersetzt. Mittlerweile ist eine hölzerne Kassettendecke eingebaut. Die Fenster sind bleiverglast. Das Altarkreuz wird von zwei genschnitzen Engeln eingerahmt. Das Taufbecken ist ein Fund aus der ehemaligen Burgkapelle der Herren von Hirschlach aus romanischer Zeit. Der heutige Sockel ist eine Nachbildung des nicht mehr aufgefundenen Originals. Die vier Glocken stammen aus dem 15. Jahrhundert, 1825 und 1976.
Alljährlich am Sonntag nach Johanni wird die Kirchweih mit einem Festgottesdienst und einer Abendserenade begangen.

## Kirchliche Verhältnisse
Heute wird die Kirchengemeinde St. Johannis von Merkendorf aus verwaltet. Der langjährige 2. Pfarrer war für den Predigtdienst in Hirschlach zuständig. Heute obliegt dies dem Stadtpfarrer von Merkendorf.
Der Pfarrei Hirschlach gehören zirka 115 Gemeindeglieder an.

## Prominente Pfarrer
- 1837–1842: Friedrich Layriz (Verfasser der dritten und vierten Strophe des Weihnachtsliedes Es ist ein Ros entsprungen)[1]